# Brachypsyche rara
Brachypsyche rara is een schietmot uit de familie Limnephilidae. De soort komt voor in het Palearctisch gebied.